# FC Porto
FC Porto, Futebol Clube do Porto, (portugisiskt uttal: [futɨˈbɔɫ ˈklub(ɨ) du ˈpoɾtu]) är en fotbollsklubb från Porto i Portugal. Klubben bildades den 28 september 1893 och är tillsammans med Benfica och Sporting Lissabon de ledande fotbollsklubbarna i Portugal. Hemmaarenan heter Estádio do Dragão.
Förutom fotboll är FC Porto även en förening för handboll, basket, rullskridskohockey och volleyboll.

## Historia
FC Porto vann Uefa Europa League 2010/2011 efter att Radamel Falcao nickade in matchens enda mål. 
FC Porto vann sin första stora europeiska titel när man vann Uefa Champions League efter att ha slagit Bayern München finalen i Wien 1987. 
År 2003 vann Porto Uefacupen (som nu kallas Uefa Europa League) efter en 3-2-vinst på silver goal mot Celtic i finalen.
Porto vann 2004 års Uefa Champions League efter en finalseger mot AS Monaco med 3-0 på Arena AufSchalke (nu kallad Veltins-Arena). Målen gjordes av Carlos Alberto Gomes, Deco och Dmitri Alenichev vilket gav Porto en rättvis seger, vilket var högst otippat och tränaren Jose Mourinho anställdes av Chelsea FC och framgångssagan tog sin början.
2011 vann Porto Europa League som spelades mot Braga i Dublin. Resultatet blev 1-0 och målgöraren var Falcao. Portos tränare André Villas-Boas, som var 33 år gammal, blev därmed den yngsta som då vunnit den europeiska ligan. Det gjorde att Chelsea anställde honom som tränare. 
Porto tog sig igenom ligan med 27 vinster och 3 oavgjorda matcher.
Samma år vann man även den portugisiska ligan mot Benfica.

## Placering tidigare säsonger
| Säsong    | Nivå | Liga          | Placering | Referens | Notering |
| --------- | ---- | ------------- | --------- | -------- | -------- |
| 2010/2011 | 1    | Primeira Liga | 1         | [ 5 ]    |          |
| 2011/2012 | 1    | Primeira Liga | 1         | [ 6 ]    |          |
| 2012/2013 | 1    | Primeira Liga | 1         | [ 7 ]    |          |
| 2013/2014 | 1    | Primeira Liga | 3         | [ 8 ]    |          |
| 2014/2015 | 1    | Primeira Liga | 2         | [ 9 ]    |          |
| 2015/2016 | 1    | Primeira Liga | 3         | [ 10 ]   |          |
| 2016/2017 | 1    | Primeira Liga | 2         | [ 11 ]   |          |
| 2017/2018 | 1    | Primeira Liga | 1         | [ 12 ]   |          |
| 2018/2019 | 1    | Primeira Liga | 2         | [ 13 ]   |          |
| 2019/2020 | 1    | Primeira Liga | 1         | [ 14 ]   |          |
| 2020/2021 | 1    | Primeira Liga | 2         | [ 15 ]   |          |
| 2021/2022 | 1    | Primeira Liga | 1         | [ 16 ]   |          |
| 2022/2023 | 1    | Primeira Liga | 2         | [ 17 ]   |          |

## Spelare

### Spelartrupp
| 31 | Portugal  | Diogo Costa       | 19 september 1999 | FC Porto             |
| 32 | Argentina | Agustín Marchesín | 16 mars 1988      | Club América (-19)   |
| 51 | Senegal   | Mouhamed Mbaye    | 13 oktober 1997   | Aspire Academy (-15) |

| 2  | Portugal       | Tomás Esteves  | 3 april 2002     | FC Porto               |
| 3  | Portugal       | Pepe           | 26 februari 1983 | Beşiktaş (-19)         |
| 4  | Portugal       | Diogo Leite    | 23 januari 1999  | FC Porto               |
| 5  | Spanien        | Iván Marcano   | 23 juni 1987     | Roma (-19)             |
| 13 | Brasilien      | Alex Telles    | 15 december 1992 | Galatasaray (-16)      |
| 18 | Portugal       | Wilson Manafá  | 23 juli 1994     | Portimonense (-19)     |
| 19 | Kongo-Kinshasa | Chancel Mbemba | 8 augusti 1994   | Newcastle United (-18) |

| 8  | Portugal  | Romário Baró    | 25 januari 2000  | Sporting Lissabon (-14) |
| 15 | Senegal   | Mamadou Loum    | 30 december 1996 | Braga (-19)             |
| 16 | Colombia  | Mateus Uribe    | 21 mars 1991     | Club América (-19)      |
| 22 | Portugal  | Danilo Pereira  | 9 september 1991 | Marítimo (-15)          |
| 25 | Brasilien | Otávio          | 9 februari 1995  | Internacional (-14)     |
| 27 | Portugal  | Sérgio Oliveira | 2 juni 1992      | FC Porto                |
| 77 | Portugal  | Vítor Ferreira  | 13 februari 2000 | FC Porto                |

| 7  | Colombia  | Luis Díaz         | 13 januari 1997 | Atlético Junior (-19)   |
| 9  | Kamerun   | Vincent Aboubakar | 22 januari 1992 | FC Lorient (-14)        |
| 10 | Japan     | Shoya Nakajima    | 23 augusti 1994 | Al-Duhail (-19)         |
| 11 | Mali      | Moussa Marega     | 14 april 1991   | Marítimo (-16)          |
| 17 | Mexiko    | Jesús Corona      | 6 januari 1993  | FC Twente (-15)         |
| 20 | Kap Verde | Zé Luís           | 24 januari 1991 | Spartak Moskva (-19)    |
| 29 | Brasilien | Francisco Soares  | 17 januari 1991 | Vitória Guimarães (-17) |
| 49 | Portugal  | Fábio Silva       | 19 juli 2002    | Benfica (-17)           |
| 10 | Iran      | Mehdi Taremi      | 18 juli 1992    | Rio Ave FC              |

### Kända spelare och tränare
- Hulk
- Ricardo Quaresma
- Falcao
- André Villas-Boas (tränare)
- Anderson
- Vítor Baía
- Rui Barros
- José Bosingwa
- Branco
- Ricardo Carvalho
- Fredrik Söderström
- Sérgio Conceição
- Jorge Costa
- Iker Casillias
- Fernando Couto
- Deco
- Diego
- Lasse Eriksson
- Luís Fabiano
- Paulo Ferreira
- Fernando Gomes
- Lucho González
- Mário Jardel
- Artur Jorge
- Emil Kostadinov
- Lisandro López
- Rabah Madjer
- Maniche
- José Mourinho (tränare)
- Pepe
- João Pinto
- Bobby Robson (tränare)
- Ion Timofte
- Zlatko Zahovič
- Raul Meireles
- Benni McCarthy
- James Rodríguez